# Bill Lancaster
William 'Bill' Henry Lancaster (ur. 17 listopada 1947 w stanie Kalifornia, zm. 4 stycznia 1997) – Amerykański scenarzysta, producent i aktor filmowy.
Był synem Burta Lancastera i Normy Anderson. Urodził się w Los Angeles, w stanie Kalifornia. Rozwijała się u niego choroba Polio przez co jedna z jego nóg była krótsza. Zmarł w wieku 49 lat wskutek zatrzymania akcji serca.
Lancaster jest najbardziej znany z prac przy scenariuszu do filmu Coś.